# 南科沃
48°11′53″N 23°23′56″E / 48.19806°N 23.39889°E
南科沃（烏克蘭語：Нанково）是位於烏克蘭西部外喀爾巴阡州的胡斯特區的村莊，面積8.75平方公里，海拔高度216米，2001年人口2,567，人口密度每平方公里293.4人。